# Saint-Martin-le-Vieux
Saint-Martin-le-Vieux är en kommun i departementet Haute-Vienne i regionen Nouvelle-Aquitaine i västra Frankrike. Kommunen ligger i kantonen Aixe-sur-Vienne som tillhör arrondissementet Limoges. År 2022 hade Saint-Martin-le-Vieux 878 invånare.

## Befolkningsutveckling
Antalet invånare i kommunen Saint-Martin-le-Vieux
| Referens: INSEE |